# Young Apollo
Young Apollo (El jove Apol·lo), op. 16, és una composició musical de Benjamin Britten per a piano i orquestra de corda.
Va ser un encàrrec de la Canadian Broadcasting Corporation. Britten va acabar la seva escriptura el 1939, poc després d'instal·lar-se als Estats Units. Es va estrenar el 27 d'agost de 1939 amb Britten com a solista al piano i Alexander Chuhaldin (a qui està dedicada l'obra) com a director de l'Orquestra Melodic Strings. La CBC va radiar aquesta estrena.
El títol procedeix del poema inacabat de John Keats Hyperion. Britten va compondre aquesta obra sota la inspiració que li va produir l'enamorament platònic pel jove Wulff Scherchen.
Després de les primeres interpretacions, Britten va retirar aquesta obra del seu repertori i no es va tornar a tocar fins després de la seva mort.

## Origen i context
El maig de 1939, Benjamin Britten i Peter Pears van embarcar-se en un viatge transatlàntic a bord del RMS Ausonia, amb rumb a Saint-Jovite, al Quebec, on s’hi van instal·lar durant un breu període. Cap al juliol, es van traslladar a Woodstock, a l’estat de Nova York. Fou en aquest entorn que Britten va escriure una fanfara per a piano sol i orquestra de cordes, titulada Young Apollo, fruit d’un encàrrec de la Canadian Broadcasting Corporation. Ell mateix en va interpretar l’estrena a Toronto el 27 d’agost. En el text de presentació de l’obra, Britten explicava que s’havia inspirat en el fragment final del poema inacabat de John Keats, Hyperion, que narra el traspàs de poder dels déus antics i opressors a una nova generació de divinitats joves i plenes de llum. Mnemosyne convoca Apol·lo per ocupar el lloc de déu de la bellesa i, en fer-ho, li concedeix la immortalitat mitjançant un trànsit violent. La música de Britten, concisa i brillant, vol expressar l’instant en què «el nou déu se’ns apareix sol, radiant, tremolós d’una energia resplendent».
Per motius que encara es desconeixen, Britten va retirar Young Apollo del repertori després de només dues interpretacions, i l’obra no es va tornar a escoltar fins al 1979, gairebé tres anys després de la seva mort. Una possible explicació és que no estigués completament satisfet amb l’atrevit disseny tonal de la peça, centrat gairebé exclusivament en una exploració persistent de la seva tonalitat principal. Segons va admetre, aquesta construcció responia a una influència directa de l’harmonia austera i repetitiva del compositor barroc alemany Dietrich Buxtehude, a qui en aquell moment admirava profundament. També és significativa la tria concreta de la tonalitat, ja que Britten sovint hi tornava en obres posteriors per evocar la puresa i la llum d’un ideal apol·lini. És, per exemple, la tonalitat associada al personatge d’Apol·lo, així com al jove polonès Tadzio a la seva darrera òpera, Death in Venice (1973).